# Beñesmen
Beñesmen o Beñesmer era il nome che gli aborigeni guanci hanno dato al mese di agosto e alla festa per il raccolto celebrata in questo mese.
Era la festa più importante per gli antichi aborigeni delle isole Canarie, principalmente dell'isola di Tenerife. Veniva celebrata durante la prima luna di agosto in coincidenza con la vendemmia e costituiva l'inizio del "nuovo anno".
In questo periodo dell'anno venivano distribuite le terre e le aree di bestiame e di pesca. Anche i prodotti della vendemmia oltre a latte e miele erano offerti agli dei.
Il festival di Beñesmen è stato cristianizzato nella festa della Vergine della Candelaria (patrona delle Isole Canarie) il 15 agosto.